# بنتون (آلاباما)
بنتون  شهری است در ایالت آلاباما در کشور آمریکا.

## مکان
بنتون در موقعیت () قرار دارد.
با توجه به اطلاعات اداره آمار آمریکا مساحت آن در حدود ۰٫۹ کیلومترمربع است.

## مردم‌شناسی
با توجه به آمار سال ۲۰۰۰ جمعیت آن ۴۷ نفر، ۱۸ خانواده در آن ساکن هستند.
تعداد ۱۹ واحد خانه در هر مساحت تقریبی (۲۳،۷akm²) قرار دارد.
۲۹،۸% درصد از خانواده‌های فرزند زیر ۱۸ سال داشتند که از این تعداد ۷۲،۲% درصد زوج بوده و ۵،۶% درصد زنان بدون شوهر و ۱۶،۷% درصد نیز غیر خانواده بودند.
متوسط درآمد یک خانواده در حدود ۹۲،۱۱۳ دلار آمریکا است و زنان درآمد متوسط ۴۱،۲۵۰ دلار آمریکا و مردان درآمد متوسط ۲۶،۸۷۵ دلار آمریکا بدست می‌آورند.